# 6836 Paranal
A 6836 Paranal (ideiglenes jelöléssel 1994 PW5) a Naprendszer kisbolygóövében található aszteroida. Eric Walter Elst fedezte fel 1994. augusztus 10-én.